# Flusso meridionale

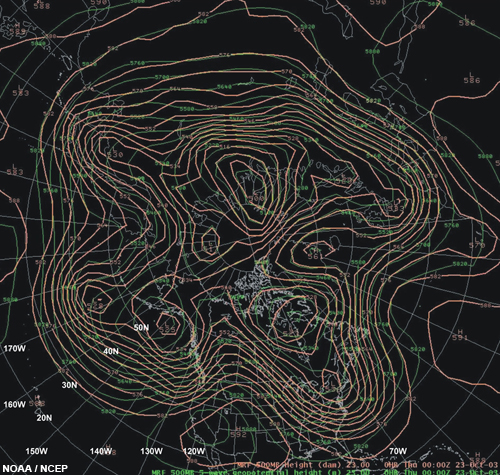
Schema di flusso meridionale a 500 hPa del 23 ottobre 2003

In meteorologia, un flusso meridionale (o meglio meridiano) è uno schema generale di circolazione atmosferica in direzione nord-sud o sud-nord, lungo le linee di longitudine terrestre; è perpendicolare quindi a un flusso zonale. Nel regime Euro-Atlantico si parla di oscillazione nord-atlantica Oscillazione nord-atlantica negativa (NAO-).
In questo schema i cicloni extratropicali tendono ad essere più forti e a muoversi più lentamente. Uno schema di flusso meridionale è la causa di molte situazioni di tempo estremo, in quanto non solo le perturbazioni tendono ad essere più forti, ma anche le temperature possono raggiungere valori estremi provocando ondate di calore o ondate di freddo a seconda che la direzione del flusso sia in senso equatoriale o polare.